# Hasso Plattner
Hasso Plattner (ur. 21 stycznia 1944 w Berlinie) – niemiecki przedsiębiorca, współzałożyciel (razem z Dietmarem Hoppem, Clausem Wellenreutherem, Hansem-Wernerem Hectorem i Klausem Tschirą) międzynarodowego przedsiębiorstwa informatycznego SAP, którego był jednym z dwóch dyrektorów generalnych w latach 1997–2003. Od 2003 roku członek i przewodniczący rady nadzorczej przedsiębiorstwa. Prowadzi ponadto działalność związaną z finansowym wspieraniem sztuki, kultury i nauki. W czerwcu 2018 roku z majątkiem szacowanym na 12,7 miliarda dolarów znalazł się na 10. miejscu listy najbogatszych Niemców magazynu „Forbes”

## Młodość i kariera zawodowa
Hasso Plattner urodził się 21 stycznia 1944 roku w Berlinie. Wywodzi się z rodziny Sasów siedmiogrodzkich z Sybina. Jest synem urodzonego w Agnicie Horsta Plattnera (1919-2001), który po skończeniu studiów w Niemczech pracował jako okulista w Berlinie. Hasso Plattner dorastał w tym mieście, zaś w późniejszych latach wyjechał z rodziną do niemieckiej Konstancji, gdzie w 1963 roku zdał maturę. 
Po zdaniu matury Plattner rozpoczął studia na wydziale inżynierii telekomunikacyjnej Uniwersytetu Technicznego w Karlsruhe, które z powodzeniem ukończył w 1968 roku jako inżynier. W tym samym roku zaczął pracować jako programista w niemieckim oddziale IBM w Mannheimie. W kwietniu 1972 roku, wraz z czterema kolegami z IBM: Dietmarem Hoppem, Clausem Wellenreutherem, Hansem-Wernerem Hectorem i Klausem Tschirą założył w Mannheimie firmę programistyczną Systemanalyse und Programmentwicklung (pol. „Analiza systemów i rozwój programów”). Przy zakładaniu przedsiębiorstwa wykazał się nowatorską koncepcją biznesową, mającą na celu ujednolicenie i standaryzację oprogramowania używanego w firmach. 
Pomysł na biznes Hassa Plattnera okazał się sukcesem, ponieważ już w pierwszy roku istnienia firma osiągnęła niemały zysk dzięki pierwszemu dużemu zleceniu od przedsiębiorstwa chemicznego ICI. W 1977 roku zatrudniająca 20 pracowników firma Plattnera została przekształcona w spółkę z ograniczoną odpowiedzialnością Systeme, Anwendungen, Produkte in der Datenverarbeitung (SAP) (pol. „Systemy, Zabiegi, Produkty w Przetwarzaniu Danych”), zaś w następnym roku przeniosła się do Walldorf w Badenii-Wirtembergii. W 1979 roku Hasso Plattner zaczął kierować działem technologii firmy SAP. W tym samym roku przedsiębiorstwo zwróciło na siebie uwagę systemem ERP R/2, który jeszcze w tym samym roku przysporzył mu grono klientów liczące około 100 firm. Standardowe programy SAP stawały się później coraz bardziej popularne w niemieckojęzycznym obszarze gospodarczym, tak że w 1982 roku firma zatrudniała około 100 pracowników i osiągała obroty w wysokości 24 milionów marek.
W celu ekspansji międzynarodowej Plattner w 1984 roku w szwajcarskim Biel powołał do życia firmę SAP International AG. W 1988 roku firma SAP GmbH została przekształcona w spółkę akcyjną, co doprowadziło do jej wejścia na giełdę. Plattner dołączył wówczas do rady nadzorczej SAP, gdzie został zastępcą prezesa, którym był Dietmar Hopp. W 1990 roku w uznaniu zasług na polu informatyki w biznesie otrzymał tytuł doktora honoris causa Uniwersytetu Kraju Saary, zaś w 1994 roku dostał od tej uczelni również honorowy tytuł profesora.
W 1992 roku firma SAP dokonała nagłego międzynarodowego przełomu, wprowadzając system R/3, za którego bezpośredniego twórcę uważany jest Hasso Plattner. W następnym roku firma SAP po raz pierwszy osiągnęła miliardowe obroty, mając ponad 3000 klientów korporacyjnych, zaś w kolejnych latach prowadziła ekspansję w Stanach Zjednoczonych, dostarczając swoje produkty m.in. przedsiębiorstwom IBM i Microsoft. W 1997 roku Plattner i Hopp objęli stanowiska równoprawnych rzeczników zarządu.
Obecnie oprócz pracy w radzie nadzorczej SAP Plattner kieruje również centrum badawczo-rozwojowym w Palo Alto w Kalifornii, które powstało w 1998 roku. Prowadził także wykłady na wydziale nauk ekonomicznych Uniwersytetu Kraju Saary.

## Działalność filantropijna
W 1998 roku Hasso Plattner założył własną fundację, którą zobowiązał do przekazania przez okres 20 lat ponad 50 milionów euro ze swoich prywatnych funduszy na rzecz sztuki i nauki – od tamtego czasu zobowiązanie to wzrosło czterokrotnie. W tym samym roku utworzył w ramach partnerstwa publiczno prywatnego na Uniwersytecie Poczdamskim Hasso-Plattner-Institut für Softwaresystemtechnik (pol. „Instytut Hassa Plattnera na rzecz Technologii Systemów Oprogramowania”), zajmujący się wspieraniem badań. Plattner nie tylko w pełni finansuje instytut, ale jest także osobiście zaangażowany w jego działalność, pełniąc funkcję kierownika działu Enterprise Platform and Integration Concepts (pol. „Platforma Przedsiębiorczości i Koncepcje Integracji”).
W 2005 roku założył wraz z Uniwersytetem Stanforda Hasso Plattner Institute of Design (pol. „Instytut Projektowy Hassa Plattnera”), w którym naukowcy z różnych dziedzin mają za zadanie opracowywanie przyjaznych dla użytkownika innowacji poprzez interdyscyplinarną współpracę. W marcu tego samego roku fundacja Plattnera sfinansowała również zorganizowany w południowoafrykańskim George koncert z serii 46664, z którego dochód trafił do zajmującej się walką z AIDS fundacji Nelsona Mandeli. Fundacja wspiera także prowadzące działania na rzecz walki z AIDS południowoafrykańskie uczelnie: Uniwersytet KwaZulu-Natal i Uniwersytet Kapsztadzki oraz program Isombululo.
W listopadzie 2007 roku Hasso Plattner przekazał władzom kraju związkowego Brandenburgia 20 milionów euro dotacji na rzecz odbudowy zniszczonego w czasie II wojny światowej pałacu miejskiego w Poczdamie, w którym miała zostać ulokowana siedziba brandenburskiego parlamentu
W kwietniu 2012 roku w niemieckiej prasie pojawił się komunikat o planach wybudowania przez Hassa Plattnera muzeum sztuki w Poczdamie, w którym miała by się znaleźć m.in. jego własna kolekcja dzieł sztuki z czasów NRD. W końcu Plattner zaproponował ulokowanie muzeum w nieistniejącym od czasu II wojny światowej pałacu Barberini w Poczdamie, którego odbudowę władze miasta od pewnego czasu rozważały. Budynek został zrekonstruowany w latach 2013-2016, a związane z odbudową koszty wynoszące około 70-80 milionów euro w całości sfinansowała fundacja Hassa Plattnera. 20 stycznia 2017 roku odbyło się otwarcie ulokowanego w odbudowanym gmachu muzeum sztuki
W lutym 2013 roku Hasso Plattner jako pierwszy Niemiec dołączył do międzynarodowej inicjatywy Warrena Buffetta i Billa Gatesa „The Giving Pledge”, której sygnatariusze zobowiązują się do przekazania przynajmniej połowy swojego majątku na cele charytatywne. Ówcześnie majątek Plattnera był szacowany przez czasopismo „Forbes” na 5,4 miliarda euro. 
19 lipca 2018 roku Hasso Plattner podpisał w ambasadzie Rumunii w Berlinie umowę z władzami Uniwersytetu Sybińskiego na wsparcie uczelni kwotą 4,2 miliona euro, celem utworzenia instytutu, w którym miałyby by się odbywać badania i prace nad innowacyjnymi produktami technicznymi. 
Pod koniec 2020 roku Plattner przekazał opiekującemu się odbudowanym pałacem miejskim w Poczdamie stowarzyszeniu siedmiocyfrową darowiznę na rzecz rekonstrukcji lub restauracji dziesięciu posągów, jakie pierwotnie stały na attyce budynku. 

## Życie prywatne
W 1978 roku Hasso Plattner poślubił Sabine Suplie, z którą ma dwie córki.
Mieszka głównie w Stanach Zjednoczonych i Południowej Afryce.